# Kathedrale von Saint-Bertrand-de-Comminges

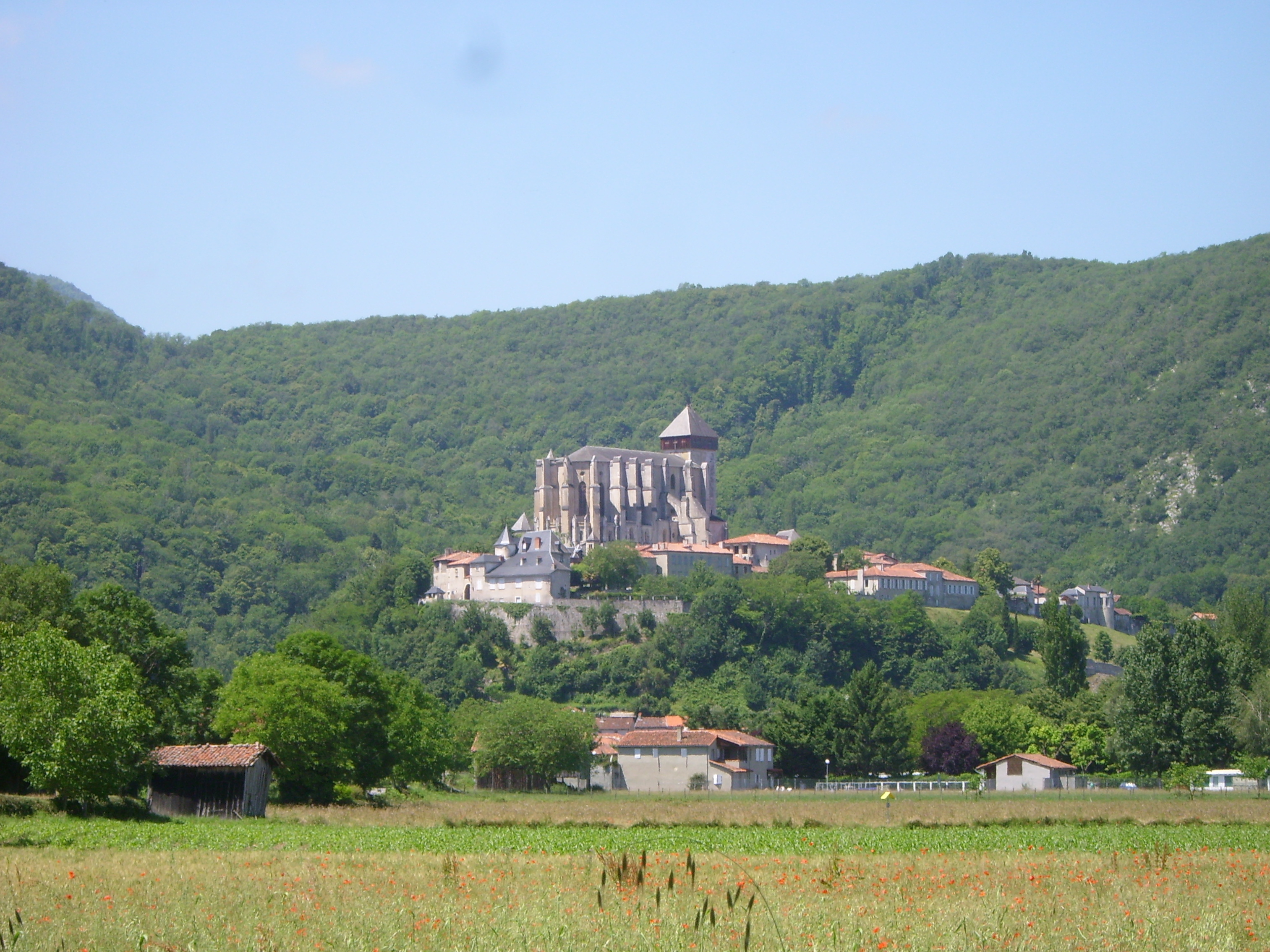
Saint-Bertrand-de-Comminges – Fernsicht auf den Ort und die Ex-Kathedrale

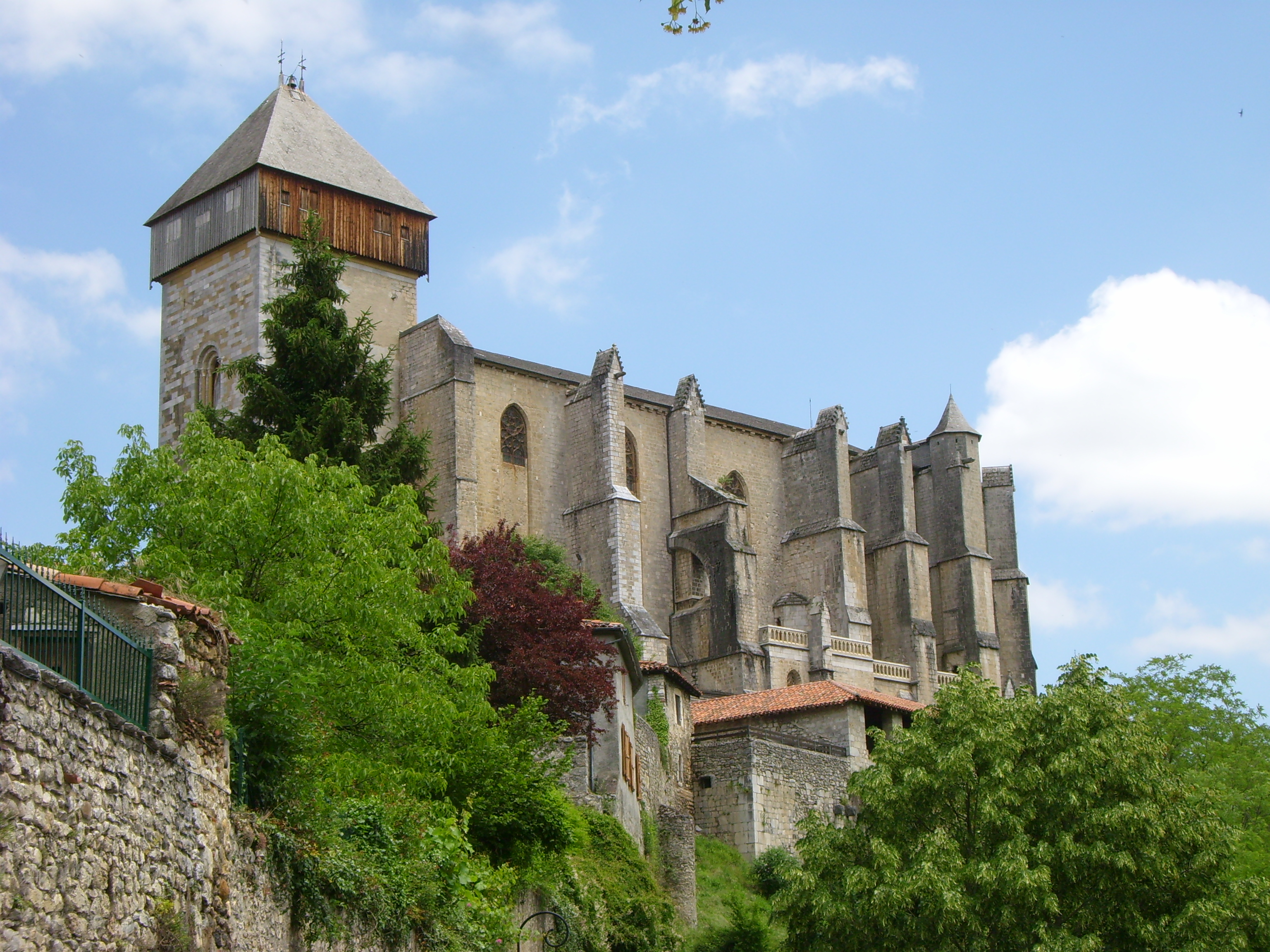
Ex-Kathedrale Notre-Dame de Saint-Bertrand-de-Comminges

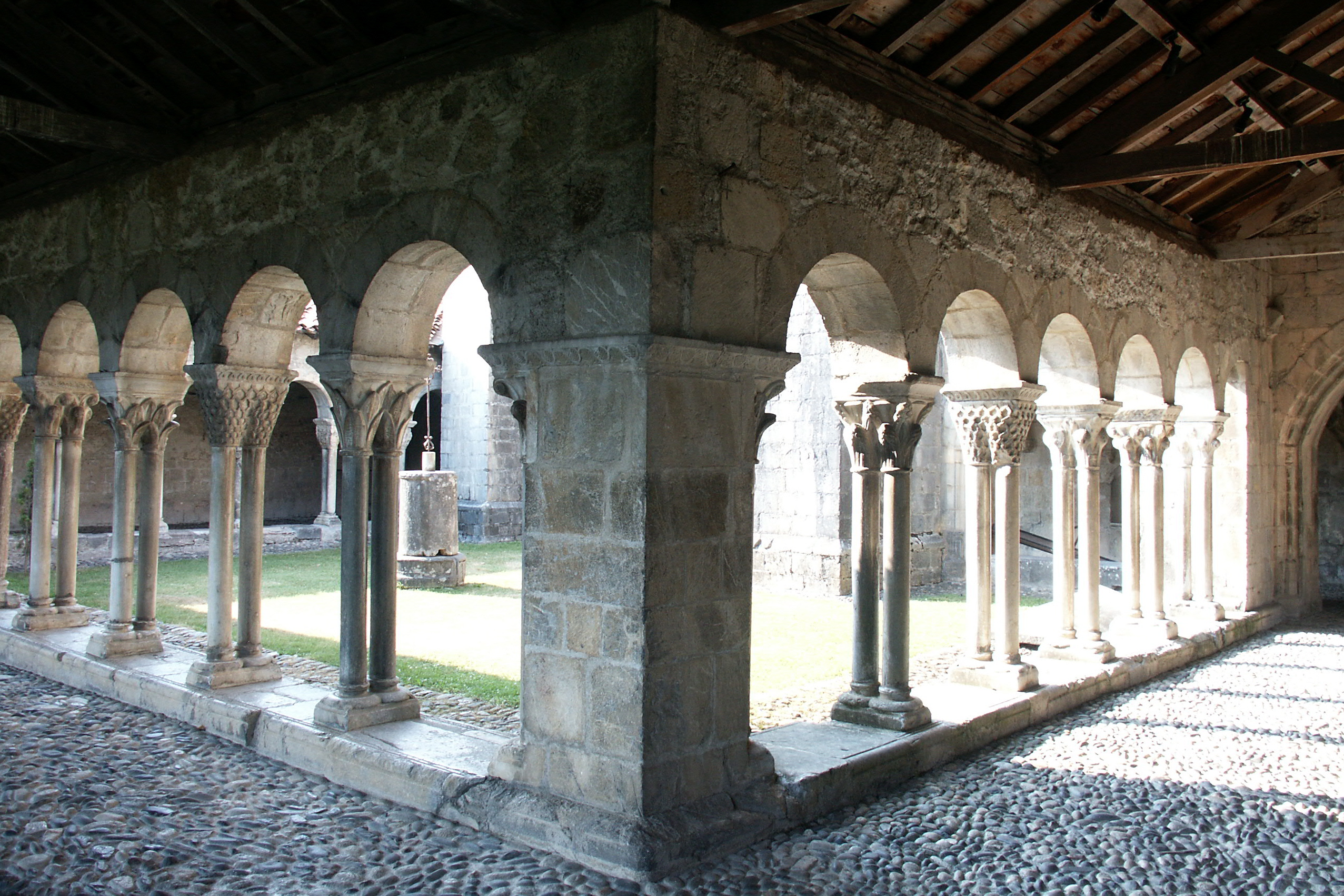
Kreuzgang mit Doppelsäulen

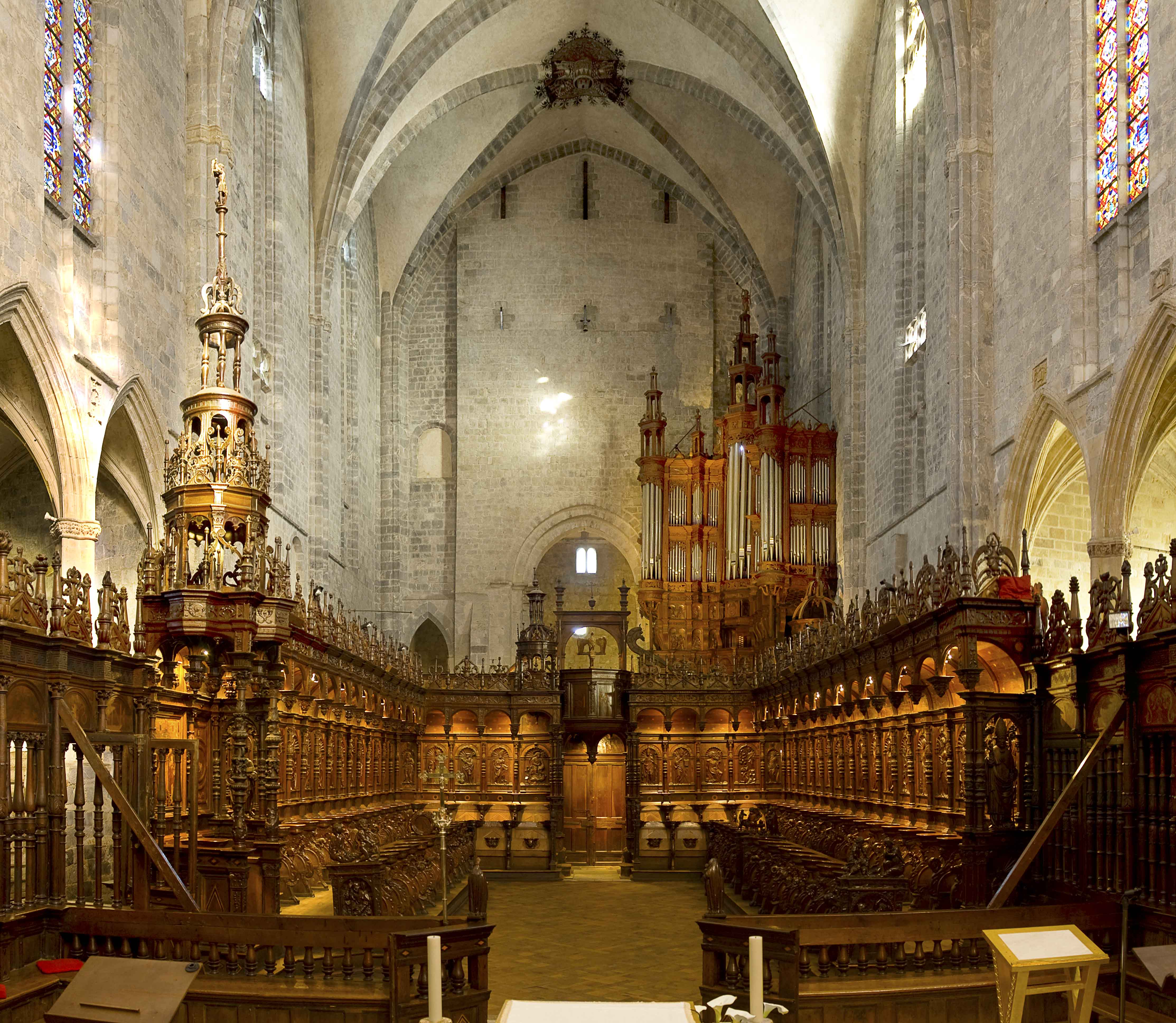
Blick aus dem Chor nach Westen, Chorgestühl

Die Kathedrale von Saint-Bertrand-de-Comminges (französisch Cathédrale Notre-Dame de Saint-Bertrand-de-Comminges oder auch nur Cathédrale Notre-Dame oder Cathédrale Sainte-Marie) ist eine römisch-katholische Pfarrkirche und ehemalige Kathedrale im südfranzösischen Ort Saint-Bertrand-de-Comminges. Der Kirchenbau ist bereits seit dem Jahr 1840 als Monument historique anerkannt; im Jahr 1998 wurde er von der UNESCO als Welterbe-Stätte im Zusammenhang mit den Wegen der Jakobspilger in Frankreich eingestuft.

## Lage

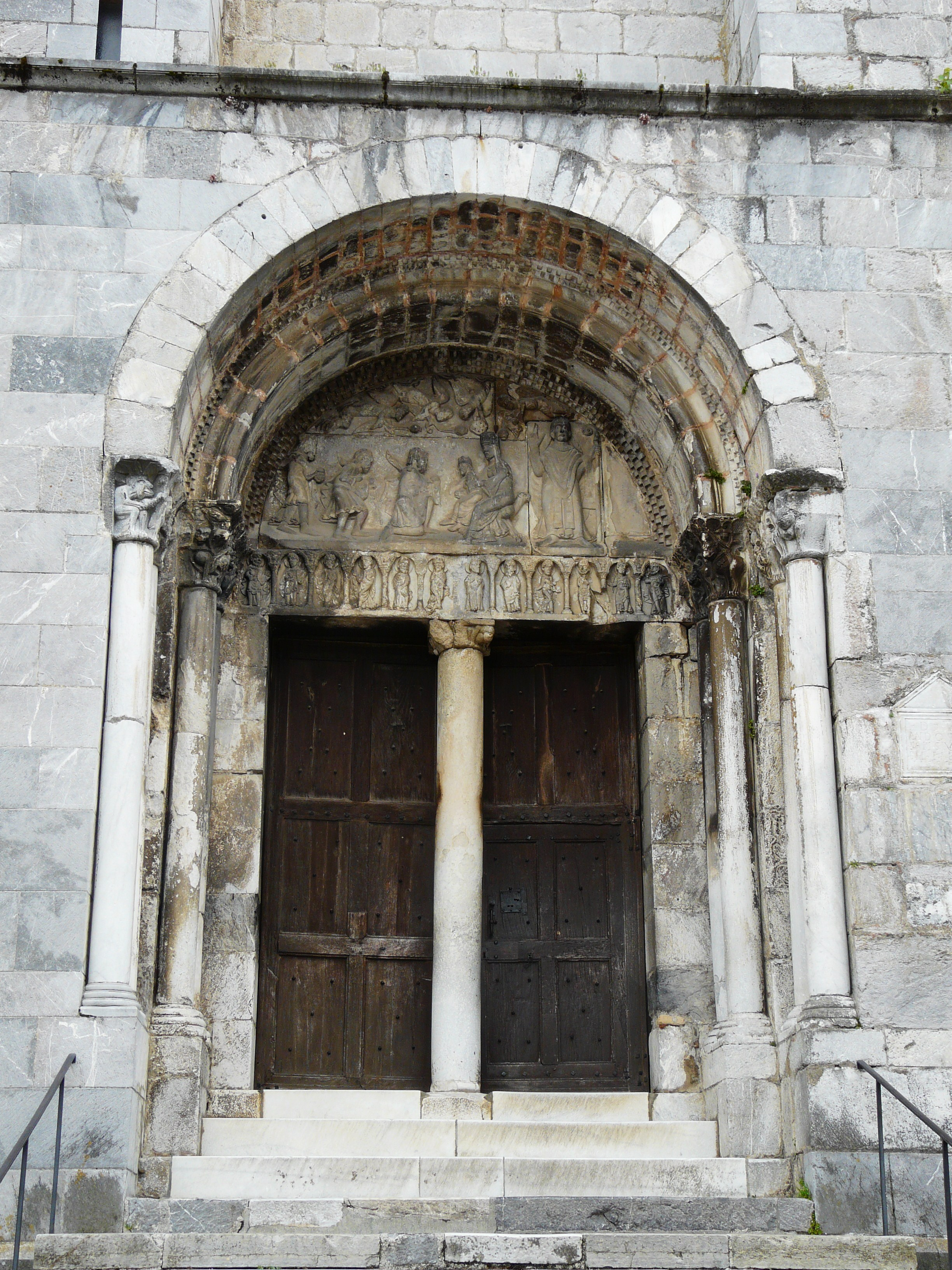
Romanisches Portal

Kirche und Ort liegen in der historischen Grafschaft (comté) Comminges am Fuß der Pyrenäen im Departement Haute-Garonne im Südwesten Frankreichs auf einem steil aufragenden Hügel in einer Höhe von ca. 500 m. An dessen höchster Stelle wiederum wurde die (ehemalige) Kathedrale errichtet. Die Kirche wird zu den wichtigsten Pilgerkirchen am Jakobsweg gezählt.

## Geschichte
Am Fuß des Hügels, der heute das Dorf Saint-Bertrand-de-Comminges trägt, befand sich in römischer Zeit die vielleicht 60.000 Einwohner zählende Stadt Lugdunum Convenarum. Sie war bis zum Einfall der Vandalen eine blühende Siedlung. Nach mehrfacher Zerstörung in der Epoche der Völkerwanderungszeit durch fränkische und burgundische Truppen (585) wurde die Siedlung in der Ebene aufgegeben, eine Restsiedlung auf dem Hügel blieb aber zunächst als Völkerwanderungszeitliche Höhensiedlung erhalten. Im Frühmittelalter wurde dann aber auch der Hügel verlassen.
Das Bistum Comminges existierte seit dem 6. Jahrhundert. Bertrand I. († 1123), Bischof von Comminges, ließ in der zweiten Hälfte des 11. Jahrhunderts auf dem Hügel eine Kathedrale bauen und richtete ein Domherrenstift ein. Er wurde im Chor der Kathedrale beigesetzt und für heilig erachtet. Seine Nachfolger förderten seine Verehrung. Ende des 13. Jahrhunderts wurde die Kirche vergrößert: Bischof Bertrand de Goth, der spätere Clemens V. und der erste Papst, der in Avignon residierte, erweiterte sie um den gotischen Chor – Arbeiten, die von seinen Nachfolgern im Jahr 1352 beendet wurden. Clemens V. veranlasste auch die Erhebung der Gebeine des heiligen Bertrand.

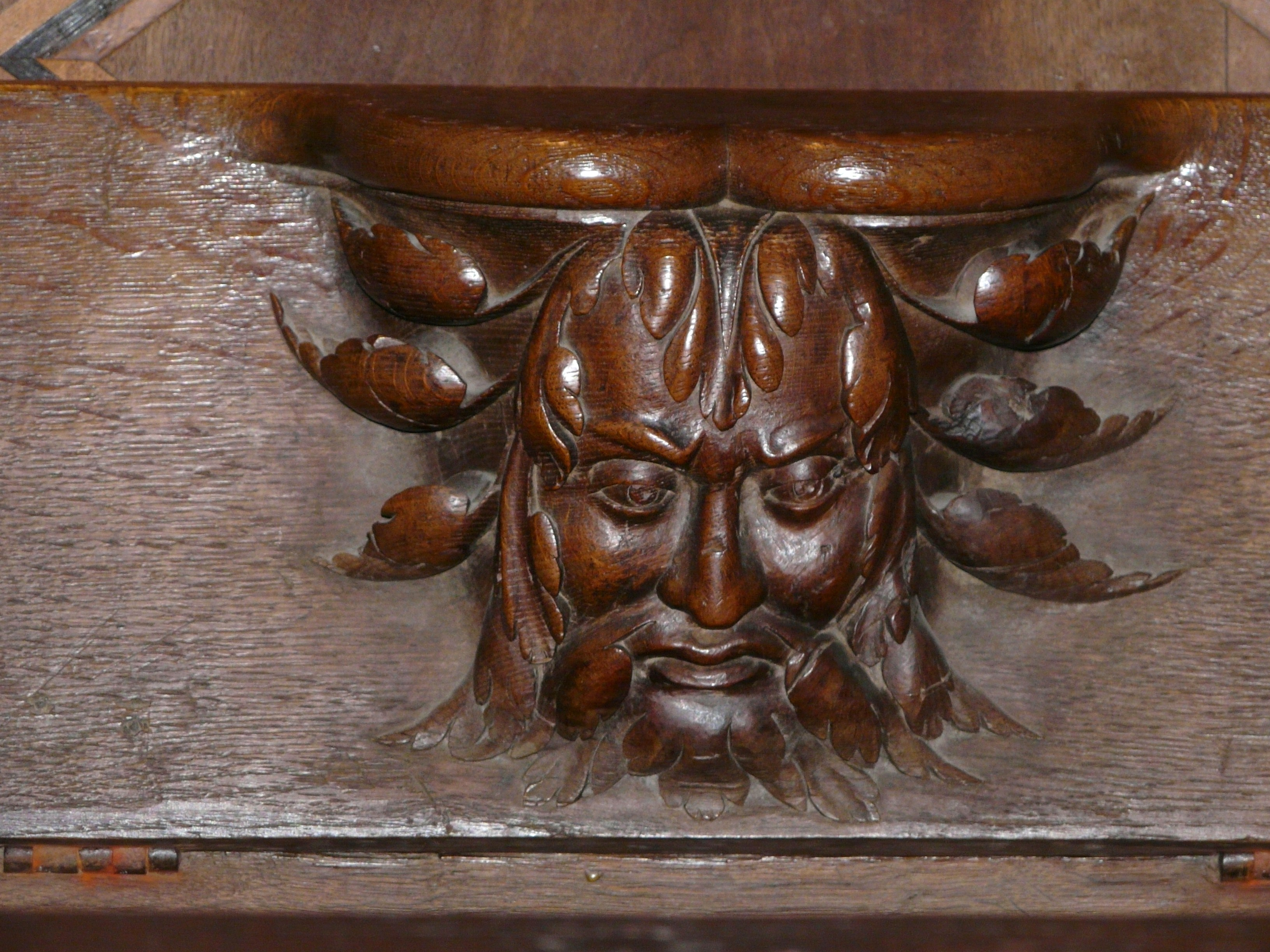
Chorgestühl – Miserikordie mit Blattmaske

Die Diözese Comminges bestand bis zur Französischen Revolution. Heute gehört deren ehemaliges Gebiet zum Erzbistum Toulouse. Der Name von Comminges wurde 1935 in die Titulatur des Erzbischofs aufgenommen. Er bezeichnet sich jetzt als „Erzbischof von Toulouse-Saint Bertrand de Comminges-Rieux“.

## Bauwerk

Grundriss mit Kennzeichnung der Bauphasen

Die Kathedrale entstand seit dem Ende des 11. Jahrhunderts. Vom romanischen Ursprungsbau sind noch das reich skulptierte Portal, das einschiffige Langhaus und der quadratische Westturm erhalten. Der gotische Chor mit Kapellenkranz stammt vom Beginn des 14. Jahrhunderts.
Der an der Südseite angefügte Kreuzgang (cloître) hat drei romanische und einen gotischen Flügel; die Kapitelle der Doppelsäulen sind recht dekorativ, jedoch weitgehend ohne figürlichen Schmuck – lediglich ein Säulenpaar ist durch einen Evangelistenpfeiler ersetzt.

## Ausstattung
Sehenswert sind im Innern der prachtvoll in Holz geschnitzte Lettner und das Chorgestühl (stalles) aus dem 16. Jahrhundert im Stil der Renaissance. Auch der barocke Altarretabel ist beachtenswert.